# 369 (liczba)
369 (trzysta sześćdziesiąt dziewięć) – liczba naturalna następująca po 368 i poprzedzająca 370.

## W matematyce
- 369 to magiczna stała magicznego kwadratu 9 × 9[1].
- Jest 369 wolnych oktomin (poliomin rzędu 8)[2][3].
- 369 to para Rutha-Aarona z 370. Suma ich czynników pierwszych jest równoważna[4].